# Hurst, Texas
Hurst är en ort i Tarrant County i Texas.  Vid 2010 års folkräkning hade Hurst 37 337 invånare.